# Eleições municipais em Belo Horizonte em 1985
As eleições municipais em Belo Horizonte em 1985 ocorreram em 15 de novembro, como parte das eleições em 201 municípios nos 23 estados brasileiros e nos territórios federais do Amapá e Roraima. Foi a primeira eleição da Nova República e a primeira vez onde os belo-horizontinos escolheram seu alcaide pelo voto direto desde Jorge Carone em 1962. No presente caso foram eleitos o prefeito Sérgio Ferrara e o vice-prefeito Álvaro Antônio.
Nascido em Belo Horizonte, o contabilista Sérgio Ferrara formou-se na Academia do Comércio de Belo Horizonte em 1952. Jornalista esportivo, trabalhou no jornal O Diário e na Rádio Inconfidência. Filiado ao MDB, elegeu-se vereador na capital mineira em 1970 e 1972 e deputado estadual em 1974, conquistando um mandato de deputado federal em 1978. No ano seguinte graduou-se advogado pela Faculdade de Direito do Oeste de Minas em Divinópolis e ingressou no PMDB em 1980, renovando o mandato em 1982. Como parlamentar, votou a favor da Emenda Dante de Oliveira em 1984 e escolheu Tancredo Neves no Colégio Eleitoral em 1985, Neste mesmo ano elegeu-se prefeito da capital mineira, assumindo a vice-presidência da Associação Brasileira dos Prefeitos das Capitais no ano seguinte.
Natural de Belo Horizonte, o engenheiro mecânico, engenheiro elétrico e engenheiro civil Álvaro Antônio obteve suas graduações na Universidade Federal de Minas Gerais entre 1965 e 1970. Prestou serviços à Rede Ferroviária Federal, chefiou o setor de manutenção de equipamentos do Departamento de Estradas de Rodagem (DER) de Minas Gerais e trabalhou em firmas de engenharia. Elegeu-se vereador em Belo Horizonte pela ARENA em 1970, 1972 e 1976, presidindo a Câmara Municipal e sendo líder do prefeito Luiz Verano. Extinto o bipartidarismo em 1980, alinhou-se ao grupo de Tancredo Neves rumo ao PP, seguiu para o PMDB por causa da incorporação entre tais legendas em dezembro de 1981. Eleito deputado estadual em 1982, licenciou-se no ano seguinte ao tomar posse como secretário de Transportes na equipe do governador Tancredo Neves. Eleito vice-prefeito da capital mineira em 1985 e deputado federal em 1986, assinou a Constituição de 1988, mas semanas depois Pimenta da Veiga o venceu na eleição para prefeito de Belo Horizonte.

## Resultado da eleição para prefeito
Foram apurados 784.958 votos nominais (94,40%), 11.290 votos em branco (1,36%) e 35.217 votos nulos (4,24%), resultando no comparecimento de 831.465 eleitores.
| Candidatos a prefeito de Belo Horizonte | Candidatos a vice-prefeito  | Número | Coligação            | Votação | Percentual |
| --------------------------------------- | --------------------------- | ------ | -------------------- | ------- | ---------- |
| Sérgio Ferrara PMDB                     | Álvaro Antônio PMDB         | 15     | PMDB (sem coligação) | 436.995 | 55,67%     |
| Maurício Campos PFL                     | Agostinho Patrus PFL        | 25     | PFL (sem coligação)  | 168.287 | 21,44%     |
| Virgílio Guimarães PT                   | Sandra Starling PT          | 13     | PT (sem coligação)   | 63.137  | 8,04%      |
| Jorge Carone PDT                        | José Maria Rabelo PDT       | 12     | PDT (sem coligação)  | 42.775  | 5,45%      |
| Arutana Cobério PCB                     | Armando Ziller PCB          | 23     | PCB (sem coligação)  | 40.716  | 5,19%      |
| Raul Lima Neto PMB                      | Rui Carreteiro Santiago PMB | 26     | PMB (sem coligação)  | 14.819  | 1,89%      |
| Jorge Espeschit PH                      | Rômulo Viteli PH            | 19     | PH (sem coligação)   | 6.917   | 0,88%      |
| Genival Tourinho PTB                    | Aquiles Diniz PTB           | 14     | PTB (sem coligação)  | 4.225   | 0,54%      |
| Vítor Nósseis PSC                       | Arnaldo Pinto Filho PSC     | 20     | PSC (sem coligação)  | 3.072   | 0,39%      |
| Orlando Vaz PDS                         | Rui Pimenta PDS             | 11     | PDS (sem coligação)  | 2.620   | 0,33%      |
| Sebastião Martins PDI                   | José de Assis Filho PDI     | 39     | PDI (sem coligação)  | 1.395   | 0,18%      |
| Fontes:                                 |                             |        |                      |         |            |